# Huize Manresa
Huize Manresa is een voormalig klooster en retraitehuis in de wijk Leutherberg van de Nederlandse plaats Venlo, aan de voet van de steilrand.
Het huis is in 1908 gebouwd door de Stichting Sint-Bonifatius voor de Jezuïeten. Architect Eduard Cuypers koos voor een traditionalistische stijl en ontwierp een kasteelachtig bouwwerk.
Tot 1794 stond op deze locatie de galg en om die reden wordt het gebied ook Galgenberg genoemd. De naam Manresa verwijst naar de stad waar de stichter van de orde, Ignatius van Loyola, enige tijd in een grot verbleef. Het complex omvatte verder het tegenwoordige Park Manresa en de later gebouwde Don Boscokerk.
In de jaren na 1950 deed Huize Manresa dienst als retraitehuis, o.a. voor middelbare scholieren. Vanaf 1966 deed het landgoed dienst als bezinnings- en gesprekscentrum. Doordat het noviciaat werd verplaatst, werd het centrum echter gesloten. In 1973 werd Manresa in gebruik genomen als retraitehuis voor bejaarde geestelijken. Rond de eeuwwisseling waren de laatste bewoners vertrokken en stond het complex enige tijd leeg. In de eerste jaren van de 21e eeuw werd vervolgens een plan opgesteld voor nieuwbouw van 56 woningen. Het complex werd rond die tijd gesloopt om plaats te maken voor de nieuwbouw. De plannen werden vervolgens in 2009 stilgelegd vanwege tegenvallende interesse.

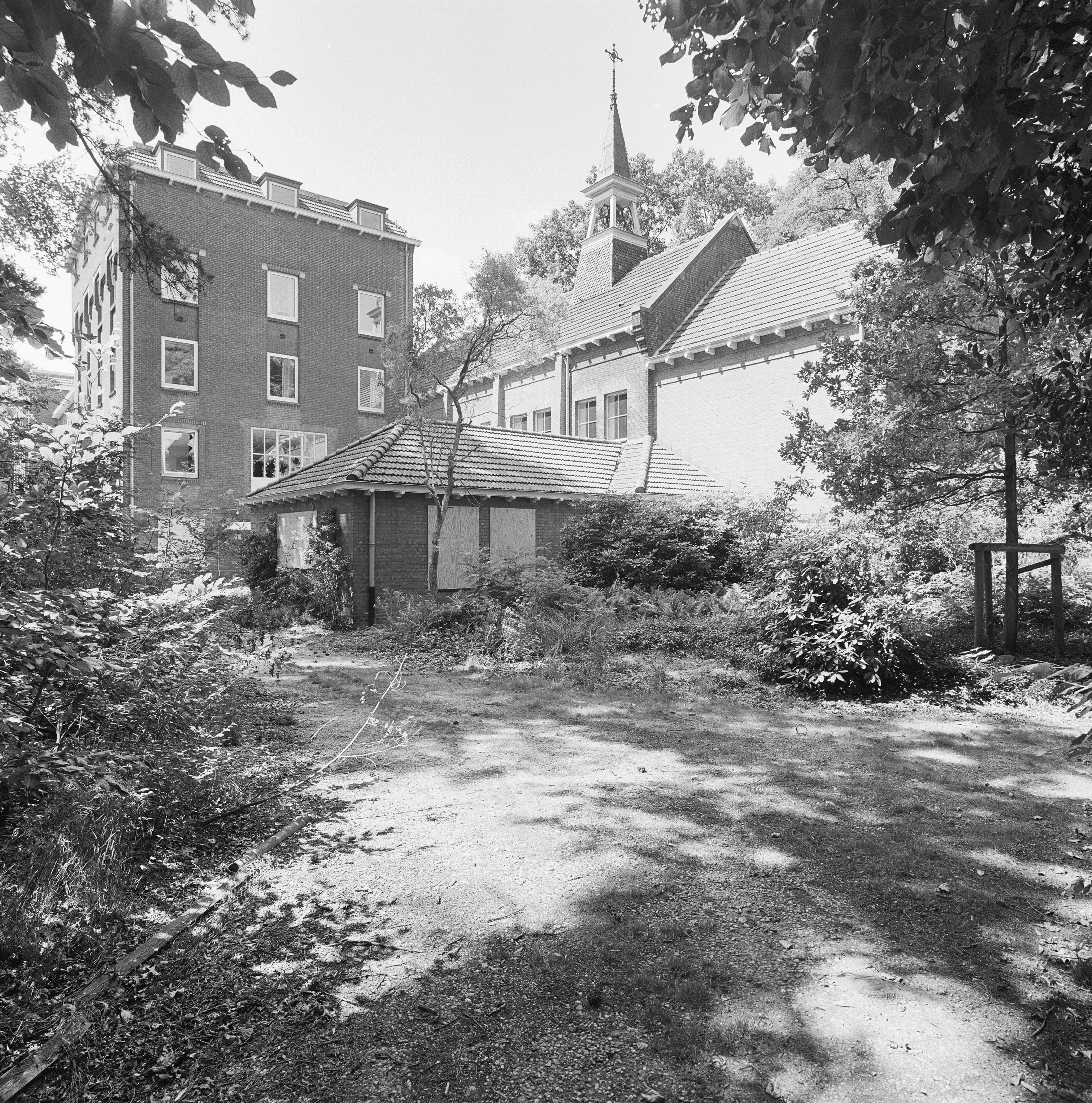
Rechter zijgevel met klokkentorentje